# Fond des Blancs
Fond des Blancs är en ort i Haiti.   Den ligger i departementet Sud, i den sydvästra delen av landet, 90 km väster om huvudstaden Port-au-Prince. Fond des Blancs ligger 304 meter över havet och antalet invånare är 2 653.
Terrängen runt Fond des Blancs är lite kuperad. Runt Fond des Blancs är det ganska tätbefolkat, med 160 invånare per kvadratkilometer. Närmaste större samhälle är Miragoâne, 18,4 km norr om Fond des Blancs. Omgivningarna runt Fond des Blancs är en mosaik av jordbruksmark och naturlig växtlighet.